# Constante de masa molar
La constante de masa molar (Mu) es una constante física que relaciona el peso atómico y la masa molar. Su valor está definido como 1 g/mol en unidades SI.
La constante de masa molar es importante en la correcta escritura dimensional de ecuaciones. Si bien es común ver frases como La masa molar de un elemento es el peso atómico medido en gramos por mol, el peso atómico es una cantidad física adimensional por lo que no tiene una unidad de medida. Formalmente la operación correcta es la multiplicación del peso atómico por una constante que tiene el valor de 1 g/mol, llamada constante de masa molar.
Mu es inusual entre las constantes físicas, aunque no es la única, por ser definida con un valor exacto en vez de ser medida experimentalmente. Está determinada por las definiciones de mol y peso atómico. Según sus sendas definiciones, la masa molar del carbono-12 es exactamente 12 g/mol y su peso atómico es exactamente 12. La constante de la masa molar está dada por su división:
{\displaystyle M_{\rm {u}}={\cfrac {M({}^{12}{\rm {C}})}{A_{\rm {r}}({}^{12}{\rm {C}})}}={1\ {\rm {g/mol}}}}
La velocidad de la luz, la constante eléctrica y la constante magnética son otros ejemplos de constante físicas cuyos valores son establecidos por las definiciones del Sistema Internacional de Medidas (SI) en estos casos mediante las definiciones de metro y amperio.
La constante de masa molar también está relacionada con la masa del carbono-12 en gramos:
{\displaystyle m({}^{12}{\rm {C}})={\frac {12M_{\rm {u}}}{N_{\rm {A}}}}}
Debido a la incertidumbre en el valor de la masa de un átomo de carbono-12, las unidades del SI están gobernadas por la incertidumbre de la constante de Avogadro: el valor CODATA 2006 recomendado es 1.992 646 54(10)×10−26 kg (ur = 5×10−8).
El valor relativamente simple de Mu en unidades SI es también una consecuencia de la manera en la cual estas son definidas. Es posible indicar el valor de la constante de la masa molar en otras unidades: por ejemplo, es igual a (1/453,592 37) lb/mol ≈ 2,204 623 262 × 10−3 lb/mol.

## Redefinición propuesta
De acuerdo a lo propuesto en la redefinición de las unidades del SI, el mol tendría una nueva definición al otorgársele a la constante de Avogadro un valor numérico exacto, y suponiendo que la definición de dalton (la doceava parte de la masa de un átomo de carbono-12, no enlazado y en su estado basal eléctrico y nuclear) no cambie, la constante de masa molar, aunque aún con una gran precisión continuará siendo aproximadamente igual a 1 g/mol, no será más exactamente igual a ello.